# Morand
För andra betydelser, se Morand (olika betydelser).
Morand är en kommun i departementet Indre-et-Loire i regionen Centre-Val de Loire i de centrala delarna av Frankrike. Kommunen ligger i kantonen Château-Renault som tillhör arrondissementet Tours. År 2022 hade Morand 348 invånare.

## Befolkningsutveckling
Antalet invånare i kommunen Morand
Referens:INSEE